# 荒川稔久
荒川 稔久（あらかわ なるひさ、男性、1964年3月14日 - ）は、日本の脚本家、作詞家。愛知県出身。主にアニメ、特撮テレビドラマの脚本・シリーズ構成を手掛けている。別名義に木下健がある。妻は脚本家の中弘子。

## 来歴
愛知県立明和高等学校を経て愛知県立大学在学中の1986年、小山高生が主宰するシナリオ学校「アニメシナリオハウス」の第1期生となり、同年、『ドテラマン』の第7話「かわいいアイドルにはツノがある!?」でデビュー。翌1987年、川崎ヒロユキ、影山由美らとともに、小山が設立した企画集団「ぶらざあのっぽ」の創立メンバーとなる。同集団にはのちにあかほりさとるも加わった。
『仮面ライダーBLACK』を皮切りに、東映の特撮作品を多数執筆。『仮面ライダークウガ』『爆竜戦隊アバレンジャー』『特捜戦隊デカレンジャー』『海賊戦隊ゴーカイジャー』『魔進戦隊キラメイジャー』では、メインライターを務めている。スーパー戦隊Vシネマにはテレビシリーズのメインライターにかわり4本執筆した。
アニメ作品では、feel.の制作作品でシリーズ構成を務めることが多い。

## 作風
荒川自身は、戦うことに特化した人物が主人公のアクションものは苦手であり、ベクトルとしても自分の中には無いと語り、サブライターとして参加した際の自由度の高い作品や変化球的な作品が書きやすいと述べている。
スーパー戦隊シリーズでは全員で力を合わせることやメンバーの役割分担を明確にすることが多い。他者からは「5人にこだわる」と評されるが、荒川はそれこそが「スーパー戦隊」であると述べている。その一方で、脚本家になったきっかけは『ウルトラシリーズ』の執筆を志願していたため、「やっぱり戦隊は苦手です。いまだにアウェー感があります。」とも語っている。
『鋼鉄天使くるみ』『りぜるまいん』など、自分の手がけたヒロインアニメの主題歌作詞を自ら手がける。

## エピソード
『仮面ライダーBLACK』への参加は、仕事のない時期に同番組の脚本家の一人である山田隆司からの誘いを受けてのものであった。提出したプロットは、自身が多分に影響を受けた脚本家・上原正三に似た作風のものばかりだった。東映プロデューサーの吉川進に「上原正三は二人も要らないんだよ」と一喝され、それらはことごとく没になったという。後年、上原との対談では「若い頃の苦い思い出だが、おかげで独自の作風を編み出さなければならないと思った」と語っている。
スーパー戦隊シリーズには『鳥人戦隊ジェットマン』で初参加。同作のメインライターだった井上敏樹の招きだった。最初に担当した第10話「カップめん」は、プロットが次々と没になり、既存の怪人スーツから発想することとなった。そして、焦りが募る中で開き直って自分の好きな要素を詰め込んだ結果、東映プロデューサーの鈴木武幸から認められたという。ドライヤージゲンと『五星戦隊ダイレンジャー』のゴーマ3ちゃんずは、初期にデザインされていたもののスタッフの誰もが使わずにいたので、それを見た荒川が「あぶれもの」を引き取り、登場する脚本を書いた。
『帰ってきたウルトラマン』（1971年）のファンでもあり、東映プロデューサーだった髙寺成紀の回想によれば、『仮面ライダークウガ』のシナリオの打ち合わせで行き詰まったとき、同作に出演していた藤田進の物真似で「MATは解散だ」と言ったこともあったという。スーパー戦隊シリーズで監督を務める加藤弘之は近い世代でありウルトラシリーズのファンであることから、荒川のオマージュを汲み取っていたという。
『恐竜戦隊ジュウレンジャー』では、RPG風の基本設定がしっくりこず、メインライターの杉村升から自宅で直接レクチャーを受けたという。
『忍者戦隊カクレンジャー』では、第17話「魔剣とパンツ!!」の脚本は当初荒川が執筆していたが、東映プロデューサーの吉川進のOKが出ず没になり、曽田博久が改めて執筆し、荒川は一旦外れることとなった。荒川はその後第35話「おしおき三姉妹（シスターズ）」のみ執筆したが、次作『超力戦隊オーレンジャー』では本編は担当せず講談社ビデオや電話サービスのみの参加となった。荒川は、慣れてきて新鮮さを忘れていたかもしれないと述懐している。
『星獣戦隊ギンガマンVSメガレンジャー』では、テレビシリーズの最終回の内容が決まっていない状態でその後日談を書かねばならなかったが、監督の長石多可男から「最終回は最終回で考えればいい」と助言され、出し惜しみせずにできたという。
『忍風戦隊ハリケンジャー』『爆竜戦隊アバレンジャー』などで組んだ東映プロデューサーの日笠淳は、荒川の脚本について「多種多様な小ネタを物語に詰め込んでくることで定評のある（?）」と冗談まじりに評している。
東映プロデューサーの塚田英明とは、『特捜戦隊デカレンジャー』『魔法戦隊マジレンジャー』『獣拳戦隊ゲキレンジャー』『魔進戦隊キラメイジャー』など多数の作品で組んでおり、塚田は「シンパシーを感じ」「作品の仕上がりがとても好き」なので荒川を『デカレンジャー』のメインライターに起用したという。その後、『マジレンジャー』の頃から荒川の筆が遅くなったようで、「（台本が）上がってくるのが遅くなっていったような……（笑）」、「締切さえ守ってくれれば、金メダルなんですけど」とも語っている。
プロ野球中日ドラゴンズのファンであることから、『クウガ』や『アバレンジャー』で登場人物にドラゴンズの選手や監督の姓名を振る趣向を見せた（『クウガ』の「杉田守道」、『アバレンジャー』の「杉下竜之介」など）ほか、『りぜるまいん』でもヒロインのりぜるに中日の応援歌「燃えよドラゴンズ!」の替え歌で「一番素敵なダンナ様、二番素敵なダンナ様〜」と歌わせている。自身も井上敏樹の代打で『超光戦士シャンゼリオン』の脚本を執筆する際、思い入れのあったケン・モッカの名をもじって「木下健」（姓名を倒置して音読するとケン・モッカになる）の筆名を使っている。
サブライターとして参加した『忍風戦隊ハリケンジャー』では、かつて『帰ってきたウルトラマン』に出演した西田健と団時朗が共演しており、監督の渡辺勝也に「あの西田健さんとあの団時朗さんに会いに来ますか？」とアフレコに誘われ、とても楽しみにしていたそうだが、渡辺が日時の連絡を忘れてしまったため、会うことは叶わなかった。
スーパー戦隊シリーズでは二度目のメインライターを務めた『デカレンジャー』は1970年代 - 1980年代の刑事ドラマのテイストを織り込んだことでも知られるが、その第37話「ハードボイルド・ライセンス」は、自身が「一番ハマった刑事ドラマ」という『非情のライセンス』にオマージュを捧げたエピソードであり、いい意味で泥臭く、しかし重苦しくやるせない内容は多くの反響を呼んだ。また、同話のラストシーンは『怪奇大作戦』のオマージュであるが、脚本では教会だったものがロケの都合で寺に変更された結果、原典と同じような描写になってしまったという。
『カーレンジャー』第34話「恋の世話焼き割り込み娘」には、同時期に担当していたアニメ『水色時代』のパロディ『夢色時代』が、悪の幹部・ゾンネットの愛読書として登場している。小学館『てれびくん』のスーパー戦隊のテレホンサービスで『恐竜戦隊ジュウレンジャー』から2000年代初頭までは同テレホンサービスの脚本を手がけていた（自身が不参加の戦隊も含む）。近年、荒川が『スーパー戦隊VSシリーズ』の脚本を担当する際には、『アバレンジャー』に登場する「恐竜や」を台詞のどこかに挿入するのを定番にしている。2009年の『ゴーオンジャーVSゲキレンジャー』の演出を担当した諸田敏は「このくだりはカットしたほうが良くない？」と荒川に提案したが、「いや、ここは絶対に残してください！」と強硬に主張し、無理やり話にねじ込まれることになった。
『ゴーカイジャー』で組んだ宇都宮孝明プロデューサーによると、モチーフの模索に悩んでいた時に「34戦隊がとにかく派手だから、現役の戦隊が地味にならないような魅力がないとダメだろう」と荒川が一言吹き込んだことにより、一度は没になった海賊というインパクトの強いモチーフを決定させた。
脚本家の香村純子は同じ中学校の後輩である。荒川は、最初は同郷でスーパー戦隊が好きと聞いたことからスーパー戦隊シリーズに呼んだが、同じ中学校であるとまでは知らなかったと述べている。

## 脚本作品

### アニメ

#### シリーズ構成
1994年
- 白雪姫の伝説
- BLUE SEED

1998年
- センチメンタルジャーニー
- 快傑蒸気探偵団 TV ANIMATION SERIES

1999年
- 課長王子
- 鋼鉄天使くるみ
- セラフィムコール
- スージーちゃんとマービー（-2000年）

2002年
- りぜるまいん

2003年
- D・N・ANGEL

2004年
- A15シリーズ（変身3部作）
  - 超変身コス∞プレイヤー
  - ヒットをねらえ!
  - LOVE♥LOVE?

2005年
- ジンキ・エクステンド
- エレメンタル ジェレイド

2006年
- ラブゲッCHU 〜ミラクル声優白書〜
- サルゲッチュ 〜オンエアー〜

2008年
- 狼と香辛料

2009年
- エレメントハンター
- 狼と香辛料II

2010年
- ヨスガノソラ

2012年
- パパのいうことを聞きなさい!
- うぽって!!
- キングダム
- だから僕は、Hができない。

2013年
- まおゆう魔王勇者
- アウトブレイク・カンパニー

2014年
- 人生相談テレビアニメーション「人生」
- 俺、ツインテールになります。

2016年
- アクティヴレイド -機動強襲室第八係-
- テラフォーマーズ リベンジ
- 双星の陰陽師
- この美術部には問題がある!

2017年
- アクションヒロイン チアフルーツ

2018年
- ISLAND

2021年
- やくならマグカップも

2022年
- 夫婦以上、恋人未満。

2025年
- わたしが恋人になれるわけないじゃん、ムリムリ!（※ムリじゃなかった!?）
- 千歳くんはラムネ瓶のなか

#### 劇場版アニメ
- 鬼神伝（2011年）
- 愛のハチュピン（2024年 脚本）

#### OVA
- 風魔の小次郎（1989年）
- しあわせのかたち（1990年）
- シークエンス（1992年）
- I・R・I・A ZEIRAM THE ANIMATION（1994年）
- BLUE SEED2（1996年）
- アイドルプロジェクト（1997年）
- ゲキ・ガンガー3 熱血大決戦!!（1998年 脚本協力）
- カナリア 〜この想いを歌に乗せて〜（2002年）
- ないしょのつぼみ（2008年）

#### その他
- ハイスクール!奇面組（1985年 - 1987年）
- ドテラマン（1986年 - 1987年）
- ドラゴンボール（1986年 - 1989年）93話のみ
- ついでにとんちんかん（1987年 - 1988年）
- アップルポップ（1988年 - 1994年　『ひらけ!ポンキッキ』の1コーナー）
- アイドル伝説えり子（1989年 - 1990年）
- がきデカ（1989年 - 1990年）
- 魔動王グランゾート（1989年 - 1990年）
- キャッ党忍伝てやんでえ（1990年 - 1991年）
- 三つ目がとおる（1990年 - 1991年）
- 魔法のエンジェルスイートミント（1990年 - 1991年 シリーズ構成補）
- ジャンケンマン（1991年 - 1992年）
- NG騎士ラムネ&40DX ワクワク時空炎の海賊盤（1993年）
- 神秘の世界エルハザード（1995年 - 1996年）
- 水色時代（1996年 - 1997年）
- シンデレラ物語（1996年）
- 機動戦艦ナデシコ（1996年 - 1997年）
- ケロケロちゃいむ（1997年）
- アキハバラ電脳組（1998年）
- 万能文化猫娘（1998年）
- 時空転抄ナスカ（1998年）
- 機巧奇傳ヒヲウ戦記（2000年 - 2001年）
- だぁ!だぁ!だぁ!（2000年 - 2002年）
- SAMURAI DEEPER KYO（2002年）[25]
- ドラゴンドライブ（2002年 - 2003年）
- ロックマンエグゼ（2002年 - 2006年）第1期のみ
- ペンギンの問題（2008年）
- テレビまんが 昭和物語（2011年）
- レディ ジュエルペット（2014年）
- 戦隊大失格（2024年）

### テレビドラマ
▲はシリーズ構成、もしくはメインライターを務めた作品。
- 仮面ライダーシリーズ
  - 仮面ライダーBLACK（1987年 - 1988年）
  - 仮面ライダークウガ（2000年 - 2001年）▲
  - 仮面ライダーW（2009年 - 2010年）
- スーパー戦隊シリーズ
  - 鳥人戦隊ジェットマン（1991年 - 1992年）
  - 恐竜戦隊ジュウレンジャー（1992年 - 1993年）
  - 五星戦隊ダイレンジャー（1993年 - 1994年）
  - 忍者戦隊カクレンジャー（1994年 - 1995年）
  - 激走戦隊カーレンジャー（1996年 - 1997年）
  - 電磁戦隊メガレンジャー（1997年 - 1998年）
  - 星獣戦隊ギンガマン（1998年 - 1999年）
  - 忍風戦隊ハリケンジャー（2002年 - 2003年）
  - 爆竜戦隊アバレンジャー（2003年 - 2004年）▲
  - 特捜戦隊デカレンジャー（2004年 - 2005年）▲
  - 魔法戦隊マジレンジャー（2005年 - 2006年）
  - 轟轟戦隊ボウケンジャー（2006年 - 2007年）
  - 獣拳戦隊ゲキレンジャー（2007年 - 2008年）
  - 炎神戦隊ゴーオンジャー（2008年 - 2009年）
  - 天装戦隊ゴセイジャー（2010年 - 2011年）
  - 海賊戦隊ゴーカイジャー（2011年 - 2012年）▲
  - 動物戦隊ジュウオウジャー（2016年 - 2017年）
  - 宇宙戦隊キュウレンジャー（2017年 - 2018年）
  - 快盗戦隊ルパンレンジャーVS警察戦隊パトレンジャー（2018年 - 2019年）
  - 4週連続スペシャル スーパー戦隊最強バトル!!（2019年）▲
  - 騎士竜戦隊リュウソウジャー（2019年 - 2020年）
  - 魔進戦隊キラメイジャー（2020年 - 2021年）▲
- 超光戦士シャンゼリオン（1996年）木下健名義
- 燃えろ!!ロボコン（1999年 - 2000年）
- 鋼鉄天使くるみpure（2002年）▲
- MAGISTER NEGI MAGI 魔法先生ネギま!（2007年 - 2008年）▲
- 大魔神カノン（2010年）
- 非公認戦隊アキバレンジャー（2012年）▲
  - 非公認戦隊アキバレンジャー シーズン痛（2013年）▲

### 映画
- スーパー戦隊シリーズ
  - 爆竜戦隊アバレンジャー DELUXE アバレサマーはキンキン中!（2003年）
  - 特捜戦隊デカレンジャー THE MOVIE フルブラスト・アクション（2004年）
  - 電影版 獣拳戦隊ゲキレンジャー ネイネイ!ホウホウ!香港大決戦（2007年）
  - 劇場版 炎神戦隊ゴーオンジャーVSゲキレンジャー（2009年）[注釈 2]
  - ゴーカイジャー ゴセイジャー スーパー戦隊199ヒーロー大決戦（2011年）
  - 海賊戦隊ゴーカイジャー THE MOVIE 空飛ぶ幽霊船（2011年）
  - 海賊戦隊ゴーカイジャーVS宇宙刑事ギャバン THE MOVIE（2012年）
  - スーパー戦隊MOVIEパーティー（2020年）
    - 劇場版 騎士竜戦隊リュウソウジャーVSルパンレンジャーVSパトレンジャー[注釈 2][26]
    - 魔進戦隊キラメイジャー エピソードZERO[注釈 3]

  - スーパー戦隊MOVIEレンジャー2021
    - 魔進戦隊キラメイジャー THE MOVIE ビー・バップ・ドリーム（2021年）

### オリジナルビデオ
- 恐竜戦隊ジュウレンジャー ダイノビデオ（1992年）
- 忍者戦隊カクレンジャー スーパービデオ 秘伝之巻（1994年）
- 超力戦隊オーレンジャー スーパービデオ 隊員手帳（1995年）
- 超力戦隊オーレンジャー スーパービデオ オーレ！超力情報局（1995年）
- 激走戦隊カーレンジャー スーパービデオ（1996年）
- 星獣戦隊ギンガマン スーパービデオ ひみつのちえの実（1998年）
- 魔法戦隊マジレンジャー スペシャルDVD 「大公開!黄金グリップフォンの超魔法〜ゴル・ゴール・ゴー・ゴー〜」（2005年）
- スーパー戦隊Vシネマ
  - 電磁戦隊メガレンジャーVSカーレンジャー（1998年）
  - 星獣戦隊ギンガマンVSメガレンジャー（1999年）
  - 特捜戦隊デカレンジャーVSアバレンジャー（2005年）
  - 魔法戦隊マジレンジャーVSデカレンジャー（2006年）
  - 獣拳戦隊ゲキレンジャーVSボウケンジャー（2008年）
  - 特捜戦隊デカレンジャー 10 YEARS AFTER（2015年）
  - ルパンレンジャーVSパトレンジャーVSキュウレンジャー（2019年）
  - テン・ゴーカイジャー（2022年）[27]
  - 爆竜戦隊アバレンジャー 20th 許されざるアバレ（2023年）
  - 特捜戦隊デカレンジャー 20th ファイヤーボール・ブースター（2024年）[28]
- 超忍者隊イナズマ!（2006年）
- 超忍者隊イナズマ!SPARK（2007年）
- 宇宙刑事 NEXT GENERATION（2014年）
  - 宇宙刑事シャリバン NEXT GENERATION
  - 宇宙刑事シャイダー NEXT GENERATION
- スペース・スクワッド（2017年）
  - スペース・スクワッド ギャバンVSデカレンジャー
  - ガールズ・イン・トラブル スペース・スクワッド エピソードゼロ

### 舞台
- 魔進戦隊キラメイジャー ファイナルライブツアー2021　第1部・魔進戦隊キラメイジャーファイナルライブ　「さらば愛しのやつら」（2021年）

## 小説
- 超魔神伝説
  - 1 旅立ちのアクァス 大陸書房ネオファンタジー文庫
  - 2 復活の魔神たち 大陸書房ネオファンタジー文庫
- BLUE SEED1 竹書房文庫
- 小説 仮面ライダークウガ（2013年 講談社キャラクター文庫）

## 作詞
- 『でてこいとびきりZENKAIパワー!』歌：MANNA
- 『陽気なアコちゃん』歌：早坂アコ（内田さゆり）、鹿鳴館香（岸田里佳）
- 『くる! クルマジックパワー!』歌：速水けんたろう
- 『だから戦うカーレンジャー』歌：渕上祥人
- 『夢見るらぶらぶラジエッタ』歌：ラジエッタ（須藤実咲）
- 『勝利のVだ!ゲキ・ガンガーV』歌：ささきいさお
- 『諸星学園高校 修学旅行の歌』歌：今村みく（東山麻美）
- 『青い悪魔の微笑み』歌：シボレナ（城麻美）
- 『私らしく明日へ』歌：城ヶ崎千里（田中恵理）
- 『Lonely my heart』歌：私市淳
- 『真似木ヶ丘学園校歌』歌：東京混声合唱団
- 『ミンミンミシマ』歌：東京混声合唱団
- 『MITのうた』歌：成田剣
- 『n^2のつぶやき』歌：林原めぐみ
- 『なんてったって17歳！』歌：根谷美智子
- 『青春時代熱中編』歌：小野健一
- 『少女憧憬』歌：小野健一
- 『よしなし・ごと【由無し事】』歌：川崎恵理子
- 『夢がたり』歌：林原めぐみ
- 『銀河の王者 ギンガイオー』歌：宮内タカユキ
- 『KissからはじまるMiracle』歌：STEEL ANGELS（榎本温子、田中理恵、倉田雅世）
- 『KissからはじまるMiracle（2式）』歌：STEEL ANGELS（榎本温子、田中理恵、倉田雅世）
- 『澄んだ青空の向こうに』歌：STEEL ANGELS（榎本温子、田中理恵、倉田雅世）
- 『永遠の鋼鉄天使』歌：STEEL ANGELS（榎本温子、田中理恵、倉田雅世）
- 『すきすきすきすキスして！』歌：STEEL ANGELS（榎本温子、田中理恵、倉田雅世）
- 『はじまりの奇跡』歌：Angels（榎本温子、田中理恵、倉田雅世、南央美）
- 『KissからはじまるMiracle（pure）』歌：ピュア天使（松居彩、橘綾乃、寺門仁美）
- 『はじめて♡しましょ!』歌：釘宮理恵
- 『ほんきパワーのだっしゅ!』歌：釘宮理恵
- 『ダンナさまへ♡』歌：釘宮理恵
- 『幸せSHAKING HANDS』歌：ビジョッ娘7（長澤奈央・山本梓）
- 『エヴォリアン聖歌』歌：リジェ（鈴木かすみ）、ミケラ（緒方文興）、ヴォッファ（宇垣秀成）
- 『超変身! コス∞プレイヤー』歌：colors
- 『祈りの歌』歌：rainbow colors
- 『ヒットをねらえ!』歌：能登麻美子
- 『(LOVE)∞』歌：松来未祐、小林沙苗、大原さやか、吉田真弓、浅井清己
- 『私だけのぬくもり』歌：朝川ひろこ
- 『誓い』歌：水木一郎
- 『Yes!バカレンジャー!』歌：明日菜・まき絵・夕映・楓・古菲
- 『とにかく笑って！みらいオレンジ』歌：ハンナ・ウェーバー（山口理恵）
- 『スーパー戦隊 ヒーローゲッター』歌：Project.R[注釈 4]
- 『きゃぷたんCHUCHUCHU』歌︰堀美江都子(堀江美都子)
- 『宇宙刑事 NEXT GENERATION』歌：串田アキラ
- 『それはキ・ズ・ナ』歌：珠洲（若井友希）
- 『ヨドミヒメの歌』歌：ヨドミヒメ（大和田南那）